# Nombre de Markov
En arithmétique, un triplet de Markov est un triplet (x, y, z) d'entiers naturels non nuls solution de l'équation diophantienne de Markov :
Un nombre de Markov est un entier intervenant dans un triplet de Markov.
Ils portent le nom du mathématicien russe Andreï Markov qui les a étudiés en 1879.

## Liste
Les premiers nombres de Markov (suite A002559 de l'OEIS) sont 1, 2, 5, 13, 29, 34, 89, 169, 194, 233, 433, 610, etc. apparaissant comme coordonnées des triplets de Markov (1, 1, 1), (1, 1, 2), (1, 2, 5), (1, 5, 13), (2, 5, 29), (1, 13, 34), (1, 34, 89), (2, 29, 169), (5, 13, 194), (1, 89, 233), (5, 29, 433), (89, 233, 610), etc.

## Propriétés
La symétrie de l'équation de Markov permet de réordonner les coordonnées dans le sens croissant comme dans la liste ci-dessus ; un triplet de Markov (x, y, z) vérifiant  x ≤ y ≤ z est dit normalisé. 

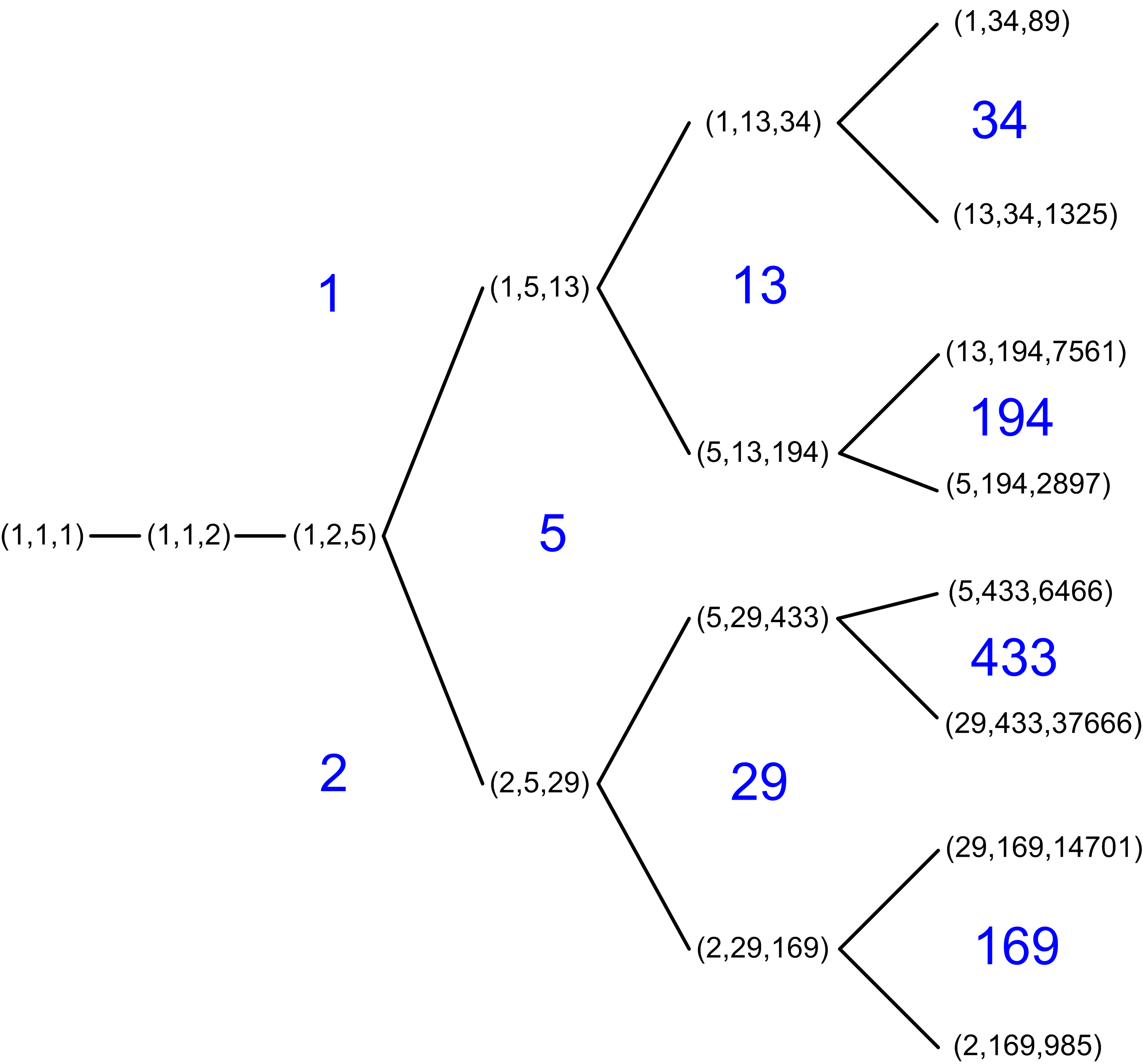
Les nombres de Markov, disposés dans un arbre binaire.

Hormis pour les deux plus petits triplets (1, 1, 1), et (1, 1, 2), les trois entiers d'un triplet de Markov sont distincts.
Pour tout nombre de Markov donné z, il existe un triplet normalisé ayant z pour plus grand élément. L'unicité de ce triplet est un problème ouvert en 2021 (conjecture d'unicité) .
Si (x, y, z) est un triplet de Markov, alors (x, y, 3xy – z) aussi. Si l'on ne change pas l'ordre des éléments avant d'appliquer de nouveau la transformation, on retrouve le triplet de départ. Mais si par exemple, à partir de (1, 1, 2), on échange y et z avant chaque itération de la transformation, on obtient des triplets de nombres de Fibonacci. À partir du même triplet mais en échangeant x et z avant chaque itération, on obtient des triplets de nombres de Pell.
Plus précisément, les triplets de Markov normalisés peuvent être disposés en un arbre binaire infini  : les voisins d'un triplet normalisé sont obtenus en modifiant comme ci-dessus l'une des trois coordonnées, puis en renormalisant le triplet obtenu. Les nombres de Markov apparaissant au bord de la région 1 (voir figure), appartenant à un triplet de premier terme 1, sont les nombres de Fibonacci d'indices impairs ( A001519).  Les nombres de Markov apparaissant au bord de la région 2, appartenant à un triplet de premier terme 2, sont les nombres de Pell d'indices impairs (ou encore : les nombres n tels que 2n2 – 1 est un carré,  A001653). 
Ainsi, il existe une infinité de triplets de Markov de la forme 
{\displaystyle (1,F_{2n-1},F_{2n+1}),}
où {\displaystyle F_{x}} est le nombre de Fibonacci d'indice x. De même, il existe une infinité de triplets de Markov de la forme 
{\displaystyle (2,P_{2n-1},P_{2n+1}),}
où {\displaystyle P_{x}} est le nombre de Pell d'indice x.
La suite A030452 de l'OEIS liste les nombres de Markov 1, 2, 13, 29, 194, 433,... apparaissant au bord de la région 5, appartenant à un triplet contenant le nombre 5.
Les trois nombres d'un triplet de Markov sont toujours premiers entre eux mais ne sont pas toujours premiers. Les nombres de Markov premiers sont 2, 5, 13, 29, 89, 233, etc. ( A178444). Ils sont de densité nulle au sein des nombres de Markov.
En 1982, Don Zagier conjectura que le n-ième nombre de Markov est asymptotiquement donné par
{\displaystyle m_{n}={\tfrac {1}{3}}e^{C{\sqrt {n}}+o(1)}\quad {\text{avec }}C=2{,}3523418721\ldots }
De plus, il mit en évidence que x2 + y2 + z2 = 3xyz + 4/9, qui est une approximation extrêmement bonne de l'équation diophantienne originale, est équivalente à f(x) + f(y) = f(z) avec f(t) = arcosh(3t/2) .
La conjecture fut démontrée par Greg McShane et Igor Rivin en 1995, par des techniques issues de la géométrie hyperbolique.
Le n-ième nombre de Lagrange peut être calculé à partir du n-ième nombre de Markov avec la formule
{\displaystyle L_{n}={\sqrt {9-{4 \over {m_{n}}^{2}}}}.}

## Généralisation
On peut généraliser l'équation de Markov en l'équation dite de Markov-Hurwitz : {\displaystyle (E_{k}):x^{2}+y^{2}+z^{2}=kxyz} .
En utilisant le fait que si (x, y, z) est un triplet de Markov-Hurwitz, alors (x, y, kxy – z) aussi, on obtient les résultats suivants :
- Pour {\displaystyle k\geqslant 4}, l'équation {\displaystyle (E_{k})} ne possède pas d'autre solution que {\displaystyle (0,0,0)}.
- Pour {\displaystyle k=1}, utilisant le fait que (x, y, z)  est solution de {\displaystyle (E_{3})} ssi {\displaystyle (3x,3y,3z)} est solution de {\displaystyle (E_{1})}, les solutions sont en bijection avec celles de {\displaystyle (E_{3})}.
- Pour {\displaystyle k=2}, utilisant le fait que (x, y, z)  est solution de {\displaystyle (E_{2})} , {\displaystyle (2x,2y,2z)} est solution de {\displaystyle (E_{1})}, que {\displaystyle x,y,z} sont donc multiples de 3 et que {\displaystyle (x/3,y/3,/z/3)} est solution de {\displaystyle (E_{6})}, l'équation {\displaystyle (E_{2})} ne possède pas d'autre solution que {\displaystyle (0,0,0)}.